# وودستاک، انتاریو
وودستاک، انتاریو (به انگلیسی: Woodstock) یک شهرک در کانادا است که در شهرستان آکسفورد واقع شده‌است.

## خصوصیات
وودستاک ۳۷٬۷۵۴ نفر جمعیت دارد و ۳۰۰ متر بالاتر از سطح دریا واقع شده‌است.